# Nanortyx inexpectatus
Nanortyx inexpectatus — викопний вид куроподібних птахів родини токрових (Odontophoridae). Вид існував у пізньому еоцені (37-34 млн років тому) у Північній Америці. Скам'янілі рештки птаха знайдено у відкладеннях річкового пісковика у формуванні Cypress Hills в Канаді в провінції Саскачеван. Описаний по елементу кінцівок (дистальний кінець правої tarsometatarsus).